# Skellefteå
Skellefteå je město v severním Švédsku, v provincii Västerbotten. V současnosti zde žije 35 525 obyvatel. Ve městě působí hokejový klub Skellefteå AIK, který hraje nejvyšší švédskou soutěž známou pod názvem Svenska hockeyligan. Dnes je město známé především pro těžbu zlata a místní těžařská společnost zaměstnává mnoho obyvatel Skellefteå. Je zde letiště, prochází zde Evropská silnice E4. 

## Partnerská města
- Pardubice, Česko